# Antarcturus oryx
Antarcturus oryx là một loài chân đều trong họ Antarcturidae. Loài này được zur Strassen miêu tả khoa học năm 1902.